# 帕特里克·库特罗内
帕特里克·库特罗内（義大利語：Patrick Cutrone，發音：[ˈpaːtrik kuˈtroːne]；1998年1月3日—），是一名意大利職業足球員，司職前鋒，現效力於意甲球隊科莫。他的跑位非常靈活，擁有不錯的射門觸角，踢球風格很像前米蘭前鋒因扎吉，因此被譽為新因扎吉。

## 球會生涯

### 早期生涯
古頓尼於意大利科莫出生。童年時，他曾為五人足球隊Paradiense上陣。8歲時，古頓尼加入意大利甲組足球聯賽球隊AC米蘭的青年軍，效力了11年。並在AC米蘭的各個年齡段的青年軍都有不少入球，屬於母隊近年不可多得的青訓產品。

### AC米蘭

#### 2016-17賽季
2017年1月，古頓尼被提升至一線隊。5月21日，他在聯賽對陣博洛尼亚時，於第85分鐘後備入替，首次代表球隊一線隊上陣。但亦是該賽季唯一一次為球隊上陣。

#### 2017-18賽季
2017年7月27日，古頓尼在欧足联欧洲联赛外圍賽第三圈首回合對陣卡拉奧華大學的比賽中代表球隊正選上陣，協助球隊作客以1比0勝出。8月3日，於次回合的比賽中，古頓尼攻入職業生涯首個入球，協助球隊在主場以2比0勝出。2017年8月20日，他在對陣克罗托内的比賽中，攻入首個聯賽入球，協助球隊作客大勝3比0。8月24日，古頓尼在對陣斯肯迪亞的欧足联欧洲联赛比賽中攻入全場唯一一個入球。4日後，他在對陣卡利亚里的比賽中攻入1球，協助球隊以2比1勝出。總計下來，古頓尼在賽季中為AC米蘭射入10個聯賽入球，2個意大利盃入球，並有6個歐霸盃入球，共18個入球，令時年僅20歲的古頓尼開始備受關注，由其被AC米蘭的球迷視為球隊重建的標竿。

## 國家隊生涯
古頓尼曾代表意大利各階青年國家隊上陣，亦曾參加2015年欧洲U-17足球锦标赛和2016年欧洲U-19足球锦标赛。
2017年9月1日，古頓尼在對陣西班牙 U21的友誼賽中，首次代表意大利 U21上陣，但球隊以0比3大敗。

## 生涯統計
截至2018年10月1日
| 球會     | 賽季        | 聯賽               | 聯賽 | 聯賽 | 盃賽 | 盃賽 | 洲際賽事 | 洲際賽事 | 其他 | 其他 | 總計 | 總計 |
| 球會     | 賽季        | 聯賽               | 出場 | 入球 | 出場 | 入球 | 出場     | 入球     | 出場 | 入球 | 出場 | 入球 |
| -------- | ----------- | ------------------ | ---- | ---- | ---- | ---- | -------- | -------- | ---- | ---- | ---- | ---- |
| AC米蘭   | 2016-17賽季 | 意大利甲組足球聯賽 | 1    | 0    | 0    | 0    | —        | 0        | 0    | 1    | 0    |      |
| AC米蘭   | 2017-18賽季 | 意大利甲組足球聯賽 | 28   | 10   | 5    | 2    | 13       | 6        | —    | —    | 46   | 8    |
| AC米蘭   | 2018-19賽季 | 意大利甲組足球聯賽 | 3    | 1    | 0    | 0    | 0        | 0        | —    | —    | 3    | 1    |
| 生涯總計 | 生涯總計    | 生涯總計           | 32   | 11   | 5    | 2    | 13       | 6        | 0    | 0    | 50   | 19   |

## 外部連結
- 帕特里克·库特罗内於figc.it網站上的資料 （意大利文）